# Scolecithricella avia
Scolecithricella avia is een eenoogkreeftjessoort uit de familie van de Scolecitrichidae. De wetenschappelijke naam van de soort is voor het eerst geldig gepubliceerd in 1962 door Tanaka.